# Marianne Van Kerkhoven
Marianne Van Kerkhoven (* 5. März 1946; † 4. September 2013) war eine belgische Dramaturgin, Essayistin und Theaterkritikerin. Sie zählte im letzten Viertel des 20. Jahrhunderts zu den einflussreichsten europäischen Persönlichkeiten auf dem Gebiet des zeitgenössischen Tanzes und des modernen Tanztheaters. Zusammen mit Anne Teresa De Keersmaeker gehörte sie zu den Wegbereitern der modernen Tanzperformance in Flandern.

## Leben
Marianne Van Kerkhoven war die Tochter des flämischen Journalisten Bert Van Kerkhoven und der Balletttänzerin Jeanne Brabants, der Gründerin des Ballet Vlaanderen. Sie studierte bis 1968 Deutsche Sprache an der Vrije Universiteit Brussel. Danach arbeitete sie acht Jahre als Forscherin an dieser Hochschule, wo sie von 1976 bis 1982 mit Dina Hellemans das politische Theater in Flandern untersuchte.

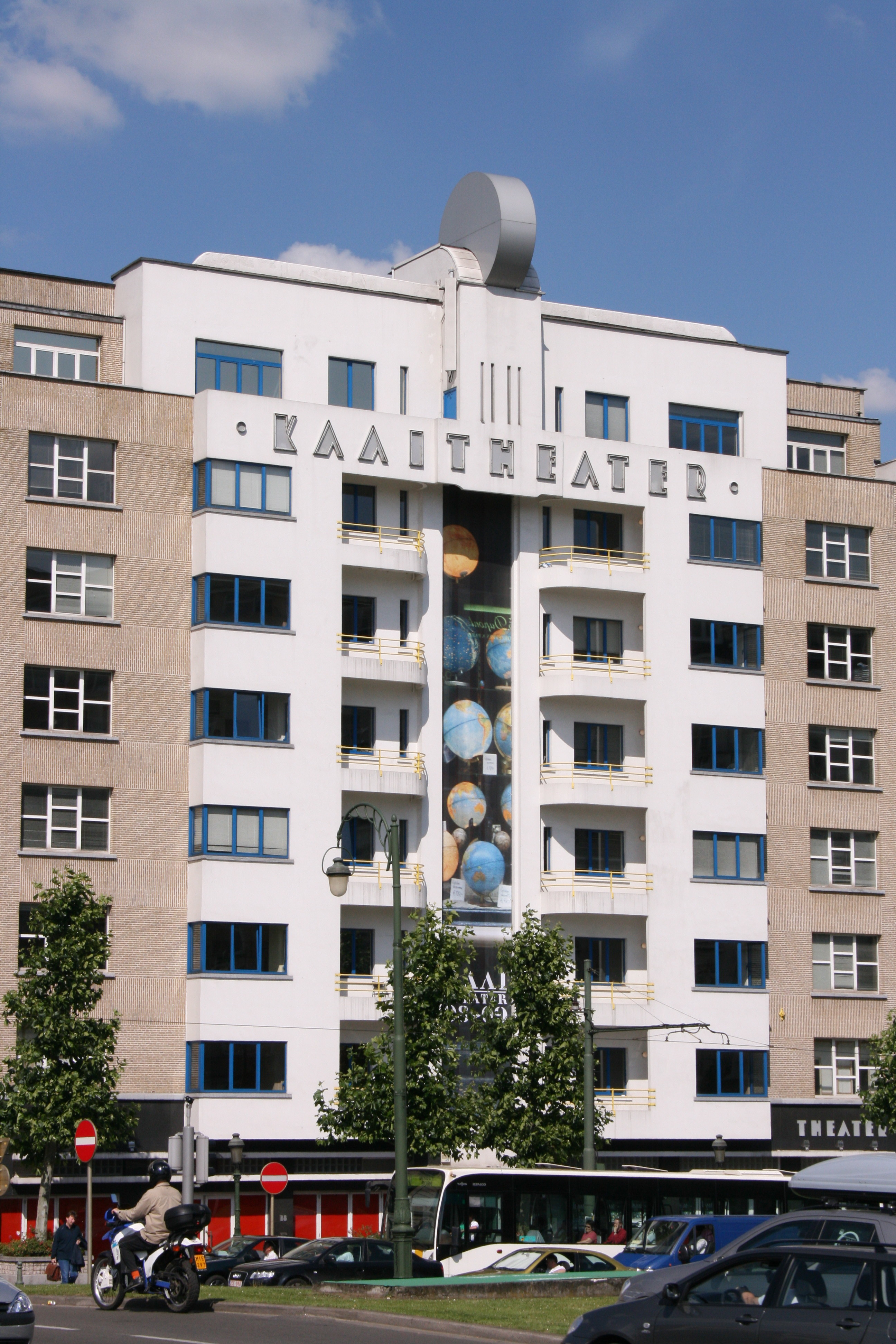
Das Kaaitheater in Brüssel

Sie begann als Dramaturgin bei der Theatergesellschaft Koninklijke Nederlandse Schouwburg in Antwerpen, wo ihr politisches Satirestück Het Trojaanse Paard of de stuitbare opkomst van Viktor de Brusseleire über den  Politiker Paul Vanden Boeynants von der Direktion abgelehnt wurde. Daraufhin gründete sie mit der Unterstützung ihres Lebenspartners, des Radioproduzenten Miel Vanattenhoven, 1970 die linkspolitische Theatertruppe Het Trojaanse Paard, die sich dem politischen Theater in Flandern verschrieb und bis in die 1980er Jahre aktiv war. Dort traf sie mit vielen zeitgenössischen belgischen Künstlern zusammen. Mit der französischen Schauspielerin und Regisseurin Dominique Valentin inszenierte Marianne Van Kerkhoven unter anderem die Lebensgeschichte der Musikerin Denise Letourneur aus Lausanne in einem sozialkritischen Theaterstück. Auf dieses Thema war sie möglicherweise über den Tanzlehrer Maurice Béjart gekommen, der sowohl in Brüssel wie auch in Lausanne unterrichtete und zu dessen Schülerinnen auch Anne Teresa De Keersmaeker gehörte.
In den 1980ern prägte Kerkhoven die flämische Richtung der modernen performativen Theaterkunst und untersuchte auch interdisziplinäre Kunstformen. Sie arbeitete regelmäßig mit dem Kaaitheater in Brüssel zusammen, das mit zeitgenössischem Tanz, Theater und der Performance Art experimentierte und wo auch die Choreografin Anne Teresa De Keersmaeker und der Dramaturg Pieter De Buysser tätig waren.
1983 bis 2004 war Marianne Van Kerkhoven Redaktorin der flämischen Kunstzeitschrift Etcetera, wo sie sich essayistisch unter anderem kritisch mit der zunehmenden Bürokratisierung des Kunstbetriebs auseinandersetzte, die das selbständige Schaffen der Künstler bedrohe. Von 1990 bis 1995 war sie Chefredaktorin von Theaterschrift, einer in vier Sprachen erscheinenden Kulturzeitschrift, die von mehreren Theaterhäusern aus Belgien, Deutschland und Österreich herausgegeben wurde und über das aktuelle experimentelle Theaterschaffen in Europa berichtete. In vielen Aufsätzen für internationale Theaterzeitschriften äußerte sie sich grundlegend zu den Aufgaben der Dramaturgie. Von 2001 und 2008 verfasste sie für das Kaaitheater bulletin Porträts von Künstlern, Musikern und Choreografen wie Dood Paard, Josse De Pauw, Jan Lauwers, Peter van Kraaij, Alain Franco, Xavier Le Roy, Meg Stuart, Anne Teresa De Keersmaeker, Charlotte Vanden, Raimund Hoghe und Jérôme Bel.
2004 erhielt Marianne Van Kerkhoven den Kunstpreis Vlaamse Cultuurprijs voor Podiumkunsten und 2005 für ihr Schaffen als Theaterkritikerin den Pierre Bayle-prijs.
Die Internetplattform Sarma.be sammelte und publizierte gemeinsam mit dem Kaaitheater in Brüssel das schriftliche Werk von Marianne Van Kerkhoven.

## Werke
- Het Politieke theater heeft je hart nodig. 1982
- Kultur-Markt Europa. 1989
- Anna, met de omkeerbare naam. Een tekst. 1990
- Dans in Vlaanderen. 1996
- Van het kijken en van het schrijven. Teksten over theater. Textsammlung, 2002